# Naturpark Mürzer Oberland
Der Naturpark Mürzer Oberland (Listeneintrag) wurde als Naturpark im Jahr 2003 gegründet und liegt im Nordosten der Steiermark am Oberlauf des Mürzflusses.

## Geografie
Das Naturparkareal liegt im Nordosten der Steiermark am Oberlauf des Mürzflusses. Seit der Gemeindestrukturreform 2015 entspricht seine Fläche bis auf kleine Gebiete im Südosten genau dem Gemeindegebiet von Neuberg an der Mürz (mitsamt den Ortsteilen Altenberg an der Rax, Kapellen und Mürzsteg).
Die Mürz führt durch eine von Wäldern, Wasserfällen und Felsformationen geprägte Landschaft. Großer Wasserreichtum und eine sehr gute Wasserqualität zeichnen das Naturparkgebiet aus. Die höchsten Erhebungen (bis maximal 2007 m) sind die Kalkgebirgsstöcke von Rax, Schneealpe und Hoher Veitsch.

### Schutzgebiet
Der Naturpark erstreckt sich über eine Fläche von 226 km² und erreicht dabei Höhenlagen von 700 bis 2007 m (Heukuppe der Rax). Im Naturpark befindet sich auch das Natur- und Ramsarschutzgebiet Naßköhr Moor im Nordwestkessel der Schneealpe oberhalb von Frein, der größte Moorkomplex der östlichen Kalkalpen. Weiters gibt es zahlreiche Naturdenkmäler in der Umgebung, im Park insbesondere der Wasserfall Totes Weib und die Roßlochklamm  (seit 2023 aus Sicherheitsgründen gesperrt) im Mürztal nördlich Mürzsteg, und die Felswände des Türkenkopfs oberhalb von Niederalpl.
Der Naturpark wurde mit dem LGBl. Nr. 89/2003 per 19. November 2003 festgelegt.
Weitgehend gleich ist das schon 1981 ausgewiesene Landschaftsschutzgebiet Veitsch-, Schnee-, Raxalpe (LSG 21, LGBl. Nr. 69/1981). Es wurde per 21. März 2002 den Naturparkgrenzen angepasst (LGBl. Nr. 32/2002), und spart das Naturschutzgebiet Naßköhr Moor aus, umfasst aber auch noch kleinere Gebiete im Südwesten, die zur Gemeinde Sankt Barbara im Mürztal (ehem. Gemeinde Veitsch) gehören.
Das Schutzgebiet gehört zum heute durchgehenden Naturschutz-Korridor der österreichischen Alpen: Westlich setzt sich das Landschaftsschutzgebiet Mariazell–Seeberg (LSG 19) fort. Östlich schließt das niederösterreichische Landschaftsschutzgebiet Rax–Schneeberg (12) an, der Bergraum gehört auch in etlichen Teilgebieten zum FFH-Gebiet Nordöstliche Randalpen (NÖ 12). Der Raum südlich ist ohne Ausweisung, ebenso ein kleines niederösterreichisches Gebiet an der Stillen Mürz im Norden.

## Flora & Fauna
Im Naturpark treten Mittelgebirgslandschaften, hauptsächlich Fichtenwälder (Picea abies) mit eingemischten Föhren- (Pinus sylvestris), Lärchen- (Larix decidua), Eschen- (Fraxinus excelsior) und Bergahornbeständen (Acer pseudoplatanus) auf. Vereinzelte Buchenwaldinseln (Fagus sylvatica) sind noch zu finden, jedoch durch menschliche Einflüsse weitgehend von der Fichte verdrängt. Mit zunehmender Seehöhe gewinnt die Lärche an Bedeutung. In den Schluchten findet man noch die für diesen Standort typischen Schluchtenwälder mit charakteristischen Arten, alten Baumbeständen (Bergahorn, Esche) und einem hohen Anteil von Moosen, Flechten und Farnen wie zum Beispiel dem Hirschzungenfarn (Asplenium scolopendrium). Die Hochgebirgsbereiche werden geprägt von schroffen Kalkmassiven. Hier wächst eine für kalkreichen Untergrund typische Alpenflora mit Alpen-Edelweiß (Leontopodium alpinum), Kohlröschen-Arten (Nigritella ssp.), verschiedenen seltenen Enzian-Arten (Gentiana ssp.) und dem Frauenschuh (Cypripedium calceolus). In den Mooren auf der Hinteralm findet man vor allem verschiedene Torfmoos-Arten (Sphagnum sp.), den Rundblättrigen Sonnentau (Drosera rotundifolia) und das Scheiden-Wollgras (Eriophorum vaginatum), um nur die wichtigsten der zahlreichen feuchteliebenden Arten zu nennen, die hier vorkommen.
Der bereits ausgestorbene Steinbock wurde hier wieder angesiedelt. Weiters gehören Steinadler, Rotwild, Gämsen, Schwarzwild, Auer- und Birkwild zu den Bewohnern des Naturparks Mürzer Oberland. Vereinzelt ziehen nachweislich Wölfe durch; der Luchs scheint sich wieder anzusiedeln. Ebenso ist der Fischotter wieder zu spüren. Zu dem häufigsten Arten der Amphibienfauna zählen Erdkröte (Bufo bufo), Grasfrosch (Rana temporaria), Springfrosch (Rana dalmatina), Gelbbauchunke (Bombina variegata), Teichmolch (Triturus vulgaris) und Bergmolch (Triturus alpestris).

## Sehenswürdigkeiten

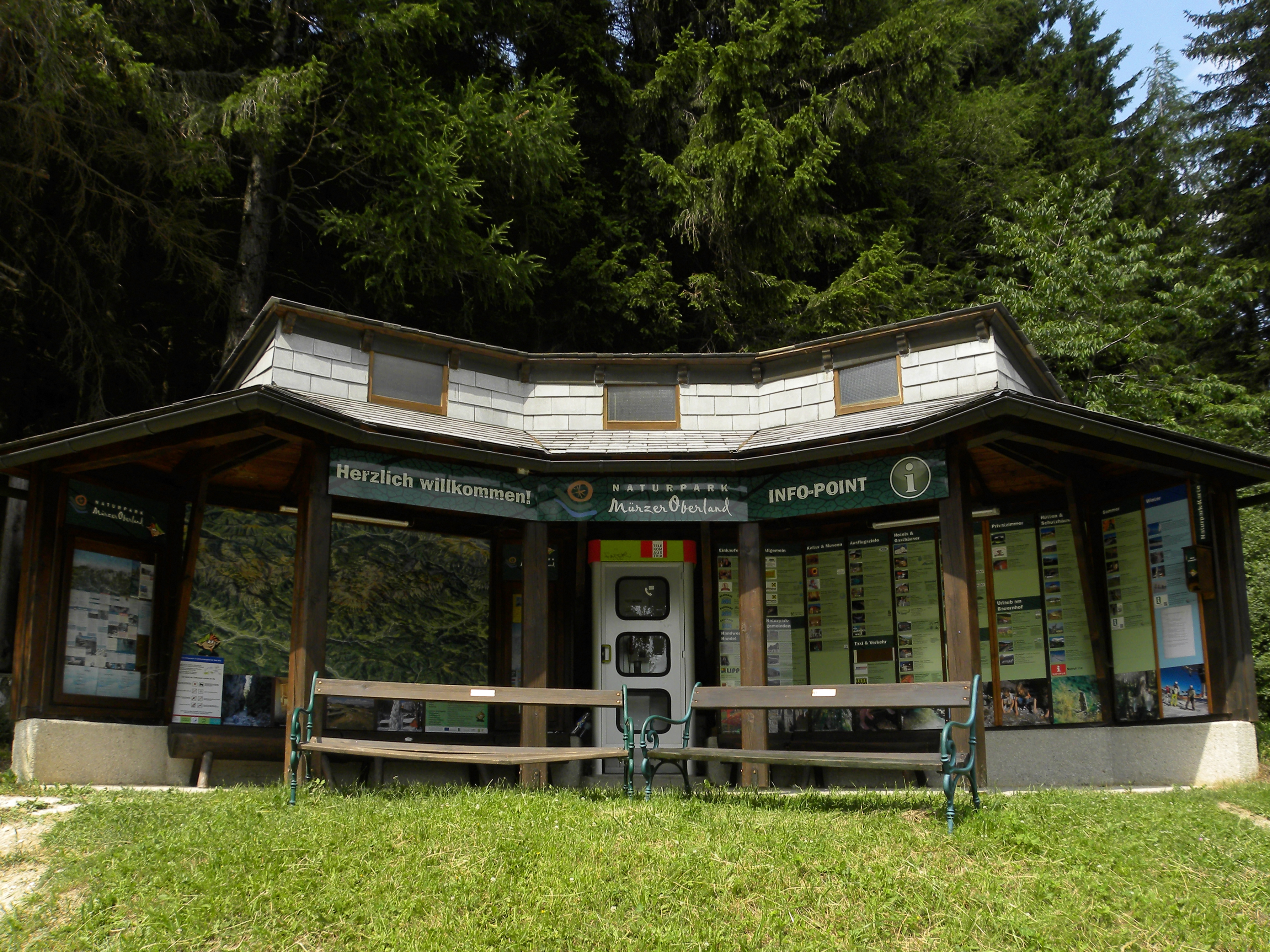
Infopoint des Naturparks Mürzer Oberland am Preiner Gscheid

Im Naturpark gibt es besondere Plätze, die als Naturpark-Juwele bezeichnet werden. Dies sind Naturschönheiten, Naturdenkmäler oder Kraftorte, die sich vielfach durch das jahrhundertelange Zusammenwirken von Natur und Mensch entwickelt haben, beispielsweise Schluchten, Höhlen, Teiche, Moore, Wasserfälle und Ursprungsquellen. Diese Schauplätze sind gut erreichbar und frei zugänglich.

### Natürliche Sehenswürdigkeiten

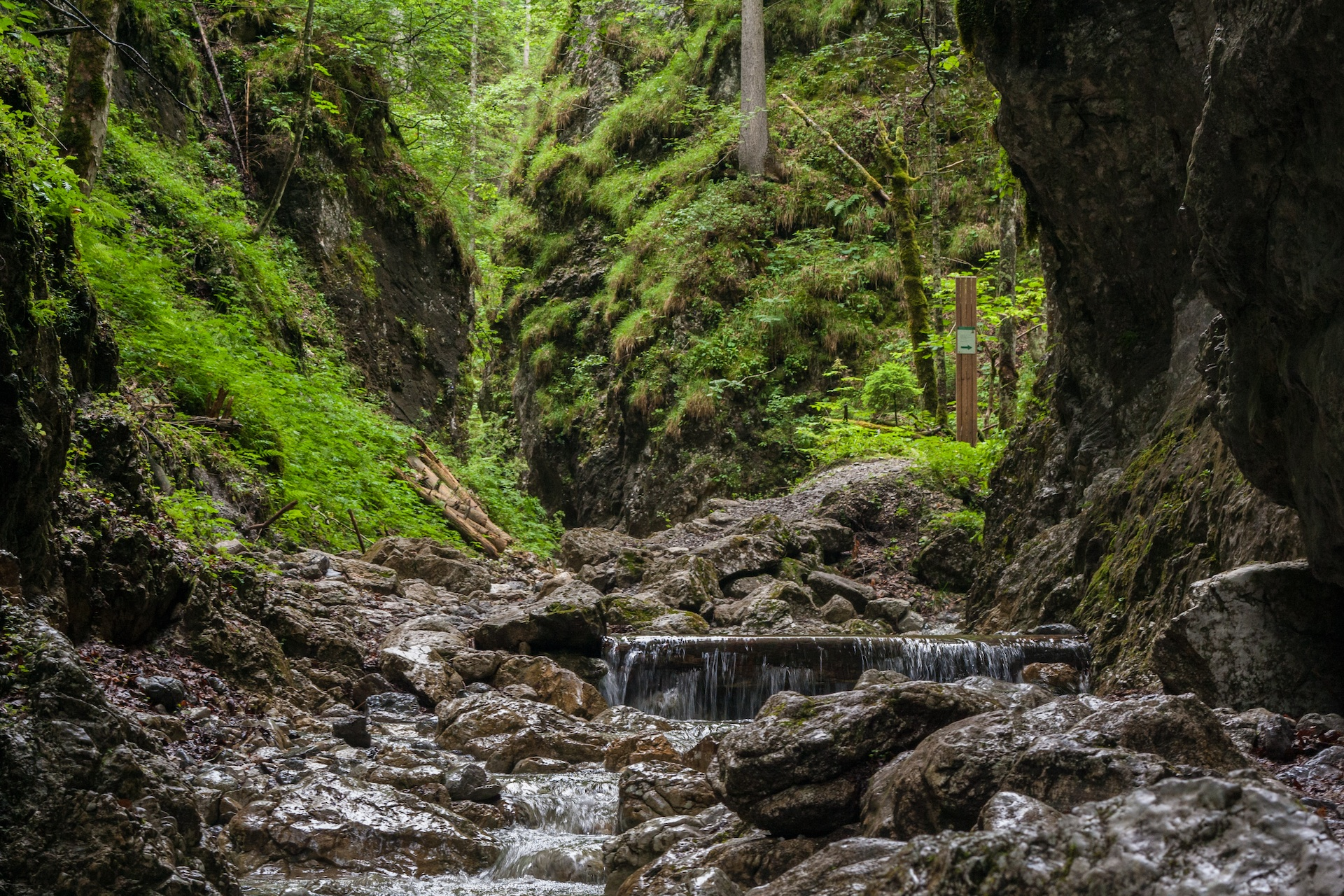
Erlebnisweg Roßlochklamm im Naturpark Mürzer Oberland

Das Naturdenkmal „Wasserfall zum Toten Weib“ wird von Wasser gespeist, das auf der Hinteralm im Bereich des Naßköhrmoores beim so genannten Durchfall plötzlich verschwindet.
Am Nordhang des Karnsteinerkogels bei Kapellen befindet sich die Bleiweißgrube. Die Höhle ist ein Naturdenkmal mit reicher Wand- und Deckenversinterung sowie Bergmilchbildungen. Sie wird von verschiedenen Fledermausarten als Winterquartier genutzt.
Erlebnisweg Roßlochklamm im Naturpark Mürzer Oberland. Der 2007 eröffnete Erlebnisweg wurde 2008 als kreativster Lehrpfad Österreichs ausgezeichnet. Thema des interaktiven Weges ist der Kreislauf des Lebens. Seit 2023 ist der Weg aus Sicherheitsgründen (Steinschlaggefahr) gesperrt!

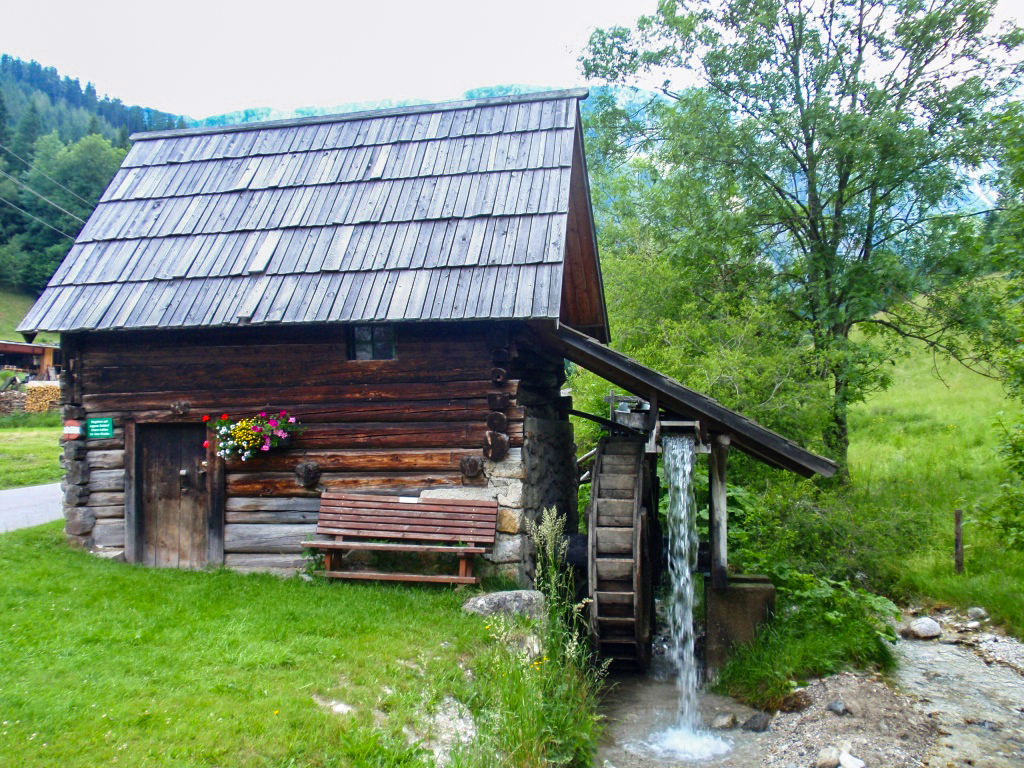
Lurgbauernmühle

Der Erlebnisweg „klimawandeln“, der 2018 neu eröffnet wurde, informiert über die Auswirkungen des Klimawandels im alpinen Raum. An diesem Weg liegt auch die 200 Jahre alte „Lurgbauernmühle“, eine der letzten funktionstüchtigen Mühlen.

### Errichtete Sehenswürdigkeiten
Neben den natürlichen Sehenswürdigkeiten gibt es auch von Menschen errichtete Bauwerke, die das kulturelle Leben in der Region mitbestimmen.
Das Neuberger Münster ist die früheste einheitliche Hallenanlage innerhalb der österreichischen gotischen Architektur und trägt den größten Holzdachstuhl der Kirchen Österreichs. Im Stift Neuberg befinden sich ein Kreuzgang mit Bildern von 38 Äbten, ein Renaissance-Hochaltar und der Kapitelsaal mit der Stiftergruft. In ihr ruhen die sterblichen Überreste Herzog Ottos des Fröhlichen und seiner Familie.
Im kleinen Ort Kapellen befinden sich das größte funktionstüchtige Spinnrad der Welt.
Im benachbarten Ortsteil Altenberg an der Rax befindet sich neben dem Erlebnisweg „klimawandeln“ auch ein kleines Bergwerksmuseum mit der Bezeichnung „Montanarum“.
Im Bereich des Stiftes Neuberg befindet sich das 1992 gegründete und 2025 als Naturerlebnismuseum „nature4future“ neu eröffnete Naturmuseum mit der umfangreichen Sammlung von Tierpräparaten und Gemälden von Herbert Schliefsteiner. Ebenfalls am Stiftsareal wurde als Kaiserhof Glasmanufaktur eine Glashütte, die mit traditionellen Methoden arbeitet, installiert. In der Schauglasbläserei kann die Herstellung von Glasartikeln aus der flüssigen Glasschmelze nachvollzogen werden.
Unweit des Stiftsareals befindet sich der historische Bahnhof Neuberg der Lokalbahn Mürzzuschlag–Neuberg mit einem Veranstaltungszentrum.
Im Holzknechtmuseum findet man neben Werkzeugen und Arbeitsgeräten der Holzknechte auch historische Gebrauchsgegenstände des täglichen Lebens. Vor dem Museum wurde eine originalgetreue Holzknechthütte nachgebaut.
In dem in einem Wirtschaftsgebäude untergebrachten Heimatmuseum „Museum der Neuberger“ wird das örtliche, wirtschaftliche und kulturelle Leben durch Gebrauchsgegenstände und Fotos dokumentiert.
Die Pillhofer Skulpturenhalle in Neuberg an der Mürz beherbergt zahlreiche Skulpturen und Papierarbeiten des Künstlers Josef Pillhofer.
Zu den weiteren Sehenswürdigkeiten zählen der Wald der Sinne, Spielplatz Appelhof und die Bio-Almkäserei Lurgbauer.